# Raquel Socías
Raquel Socías (Valencia, 7 de octubre de 1975) es una exjugadora y entrenadora española de rugby. Fue internacional con la Selección española femenina y jugó para el USAP, Universidad Politécnica de Valencia, CRC Pozuelo, Olímpico Rugby Club y Club de Rugby Liceo Francés.

## Biografía
Es hermana de los exjugadores españoles de rugby, Alberto Socías y Antonio Socías.
Participó en el Torneo Seis Naciones femenino. Fue seleccionada para la Copa Mundial de Rugby Femenina de 1998 y de 2006.
En 2018 fue nombrada entrenadora del Rugby Club Valencia femenino.

## Palmarés
- 39 internacionalidades con la Selección española (debutó el 23 de julio del 2003 contra Nueva Zelanda)
- 34 internacionalidades con la Selección española de rugby a 7
- Varias participaciones en el Torneo Seis Naciones
- Participación en la Copa del Mundo de 1998 y de 2006